# Singerjärvi
Singerjärvi är en sjö i Finland. Den ligger i kommunen Kuusamo i landskapet Norra Österbotten, i den nordöstra delen av landet, 700 km norr om huvudstaden Helsingfors. Singerjärvi ligger 262,6 meter över havet. Den är 13,09 meter djup. Arean är 95,5 hektar och strandlinjen är 9,42 kilometer lång. Sjön  ingår i Kems huvudavrinningsområde.   
I övrigt finns följande i Singerjärvi:
- Singersaari (en ö)